# Милю Милев
Милю Милев е български политик.

## Биография
Роден е в град Стара Загора и учи там. През 1886 година става член на Народнолибералната партия. От 1893 година е председател на Ученолюбивото дружество в Стара Загора. Подпредседател е на VII обикновено народно събрание. През 1915 година работи като обществен съветник. Умира в родния си град.